# Most pod Kwidzynem
Most Kwidzyn – most typu extradosed na Wiśle w ciągu drogi krajowej nr 90, pomiędzy wsią Korzeniewo w województwie pomorskim, w powiecie kwidzyńskim, w gminie Kwidzyn a wsią Opalenie w województwie pomorskim, w powiecie tczewskim.
Jest to połączenie drogi krajowej nr 55 w Kwidzynie, przez nowy most na Wiśle, z drogą krajową nr 91 (dawniej oznaczanej jako nr 1) na lewej stronie rzeki i dalej z autostradą A1.
Nowy most drogowy zbudowany jest ok. 1,3 km na północ od dotychczasowej sezonowej przeprawy promowej w Korzeniewie, która kursowała w okresie od wiosny (koniec kwietnia) do jesieni.
W odległości paru kilometrów w górę rzeki, do 1927 istniał kratownicowy drogowo-kolejowy most w Opaleniu, a w latach 1944–1947 prowizoryczny, saperski most drewniany.
Budowa mostu w latach 2010 – 2013 zrealizowana została przez polsko-hiszpańskie konsorcjum Budimex i Ferrovial Agroman. Koszt budowy mostu, wraz z budową dróg dojazdowych o długości ok. 11,9 km, wyniesie ponad 250,8 mln zł i finansowany będzie przez Krajowy Fundusz Drogowy.
Położony jest 34 km na północ od mostu im. Bronisława Malinowskiego w Grudziądzu, na drodze krajowej nr 16 i 35 km na południe od Mostu Knybawskiego, na drodze krajowej nr 22. Był to wcześniej najdłuższy odcinek rzeki pozbawiony przeprawy mostowej.
Średnie natężenie ruchu pojazdów na moście w ciągu trzech pierwszych miesięcy jego użytkowania wyniosło w dni powszednie ok. 3300 pojazdów, a w niedziele ok. 4000. Największy ruch odnotowano w pierwszy weekend po otwarciu trasy, gdy liczba aut doszła do siedmiu tysięcy. Oznacza to, że w ciągu I kwartału eksploatacji przez most przejechało 300 tysięcy pojazdów.

## Historia budowy

Zaawansowanie prac na dzień 25 października 2011

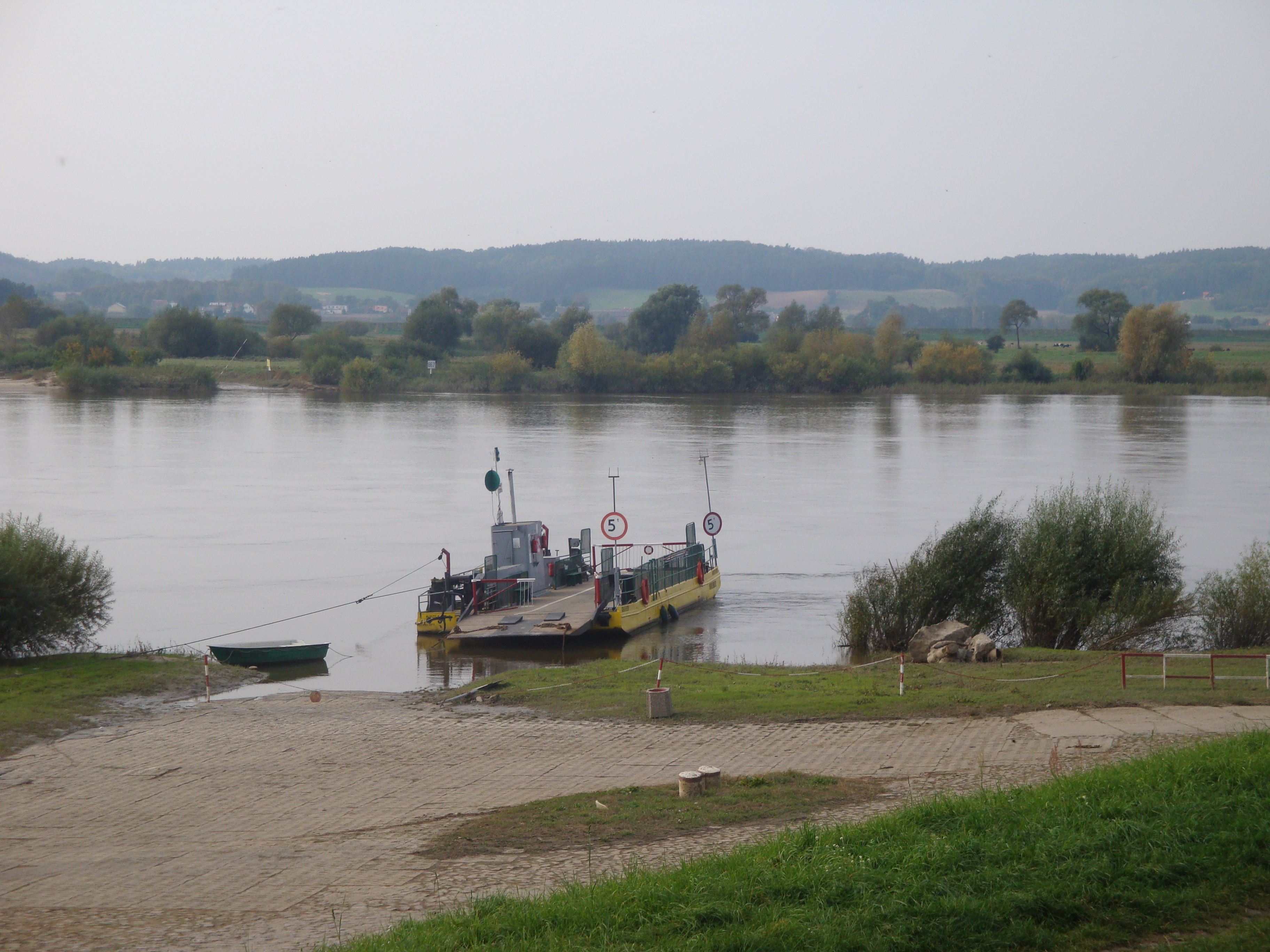
Wisła i przeprawa promowa na Wiśle w Korzeniewie

Widok z Korzeniewa

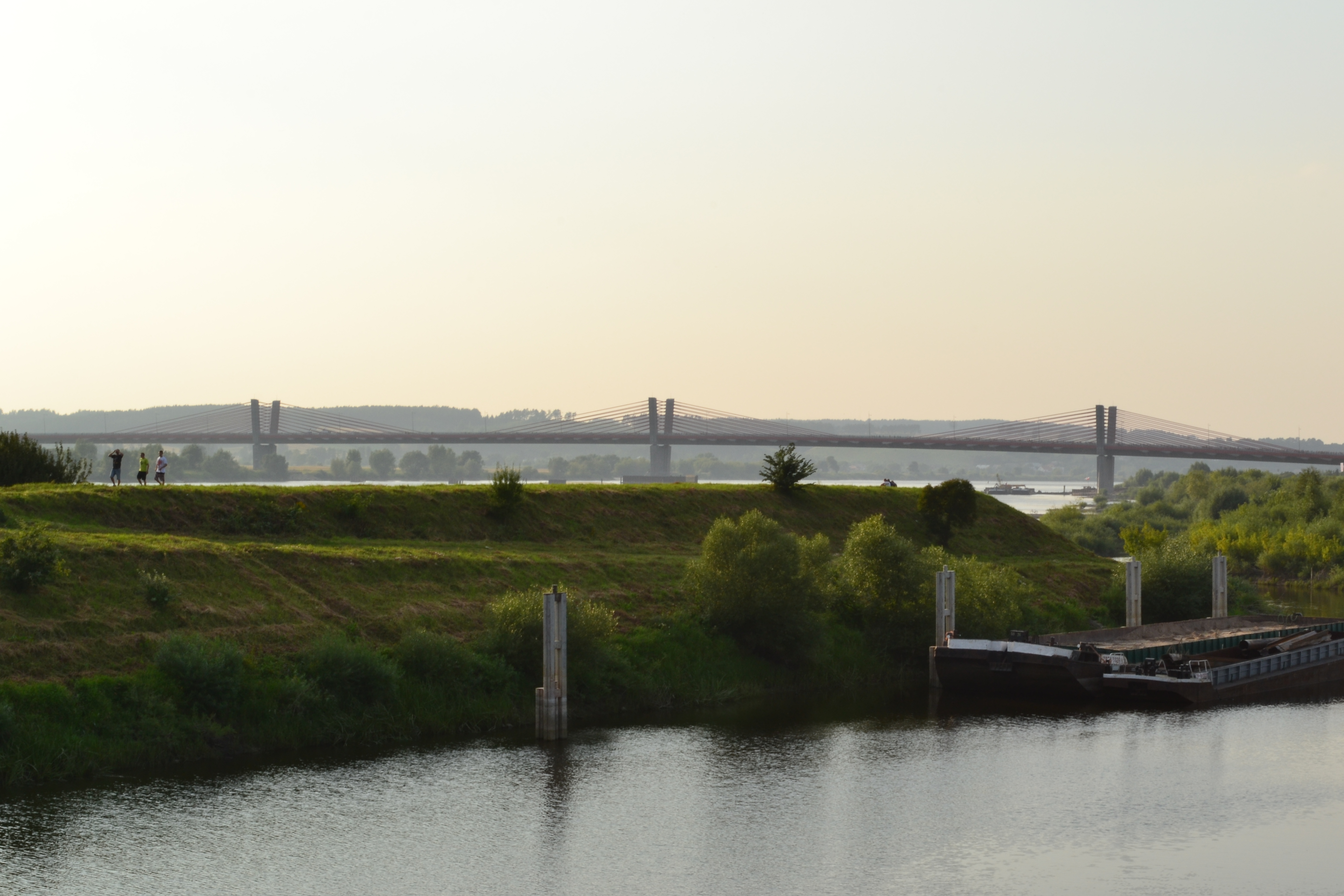
Widok z portu w Korzeniewie

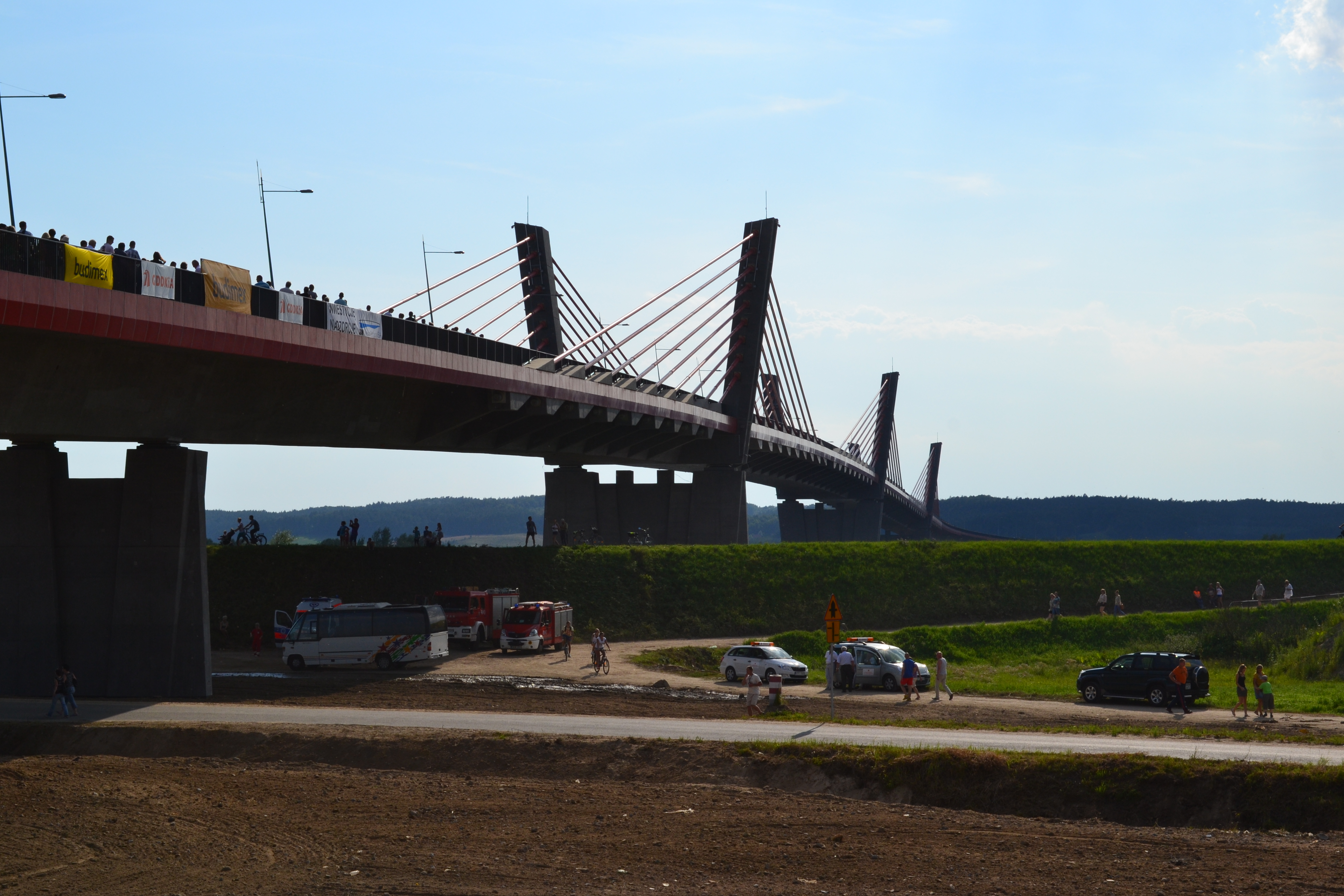
Most od strony Lipianek

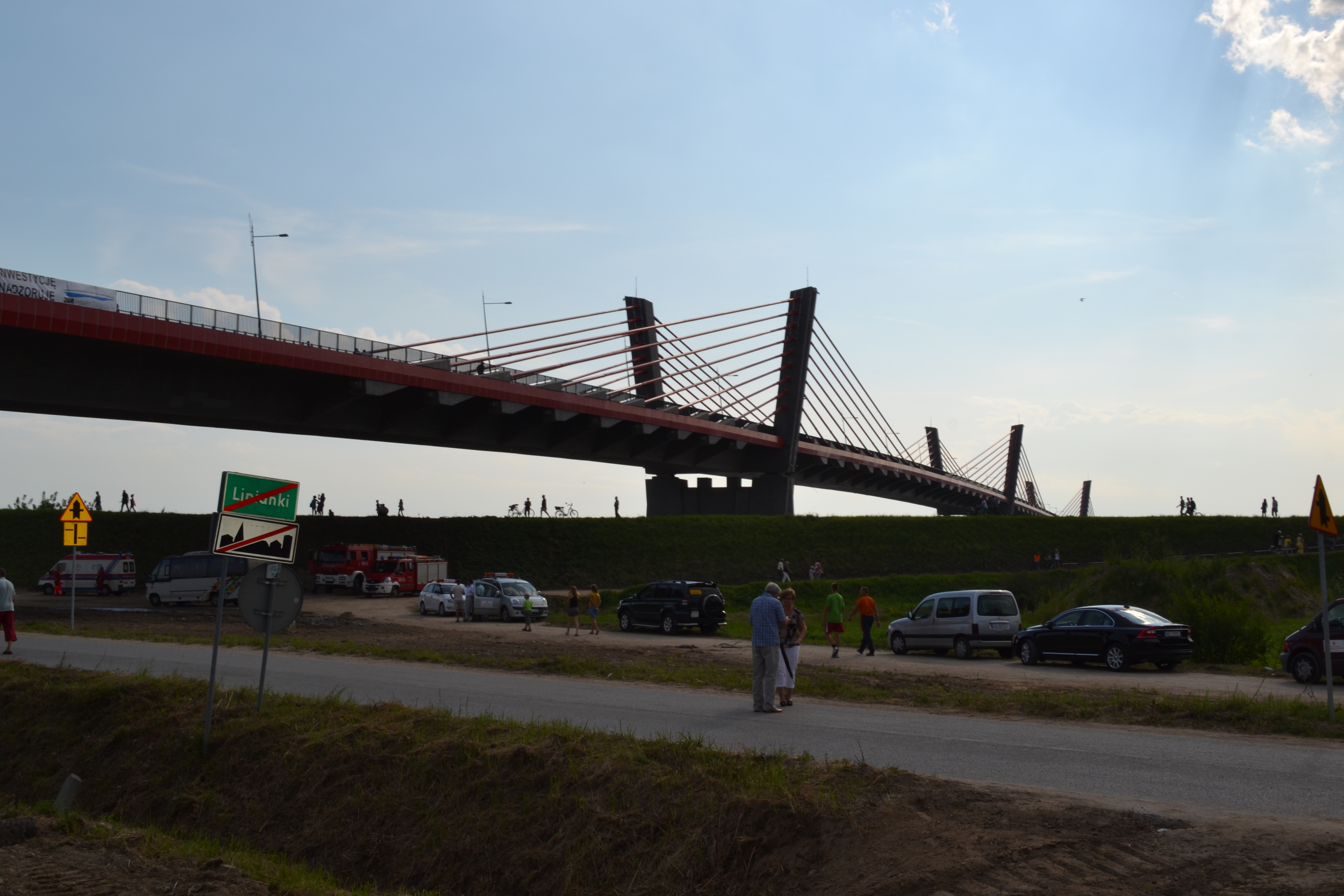
Widok na most z dołu

Akt erekcyjny pod budowę mostu wmurowano 14 października 2007.
Zezwolenie na Realizację Inwestycji Drogowej dla budowy mostu otrzymał inwestor, gdański Oddział Generalnej Dyrekcji Dróg Krajowych i Autostrad, od wojewody pomorskiego 7 czerwca 2010. Przetarg na jego budowę, do którego stanęło 11 firm, zakończył się 18 czerwca 2010. W dniu 15 lipca GDDKiA wybrała polsko-hiszpańskie konsorcjum Budimex S.A. i Ferrovial Agroman, które zaoferowało najniższą cenę realizacji inwestycji.
Podpisanie umowy z wykonawcą zostało opóźnione, z powodu zgłoszenia protestu do przetargu przez jednego z jego uczestników w dniu 26 lipca. Umowę z wykonawcą GDDKiA podpisała 2 września 2010. Budowę rozpoczęto 8 listopada 2010.
Zakończenie budowy miało nastąpić po 27 miesiącach od podpisania kontraktu i spodziewane było 19 grudnia 2012. Budowa opóźniła się z powodu złych warunków pogodowych w okresach zimowych 2010 i 2011 r. i suszy hydrologicznej latem 2012 r. 26 lipca 2013 r. dokonano otwarcia mostu

## Opis projektu

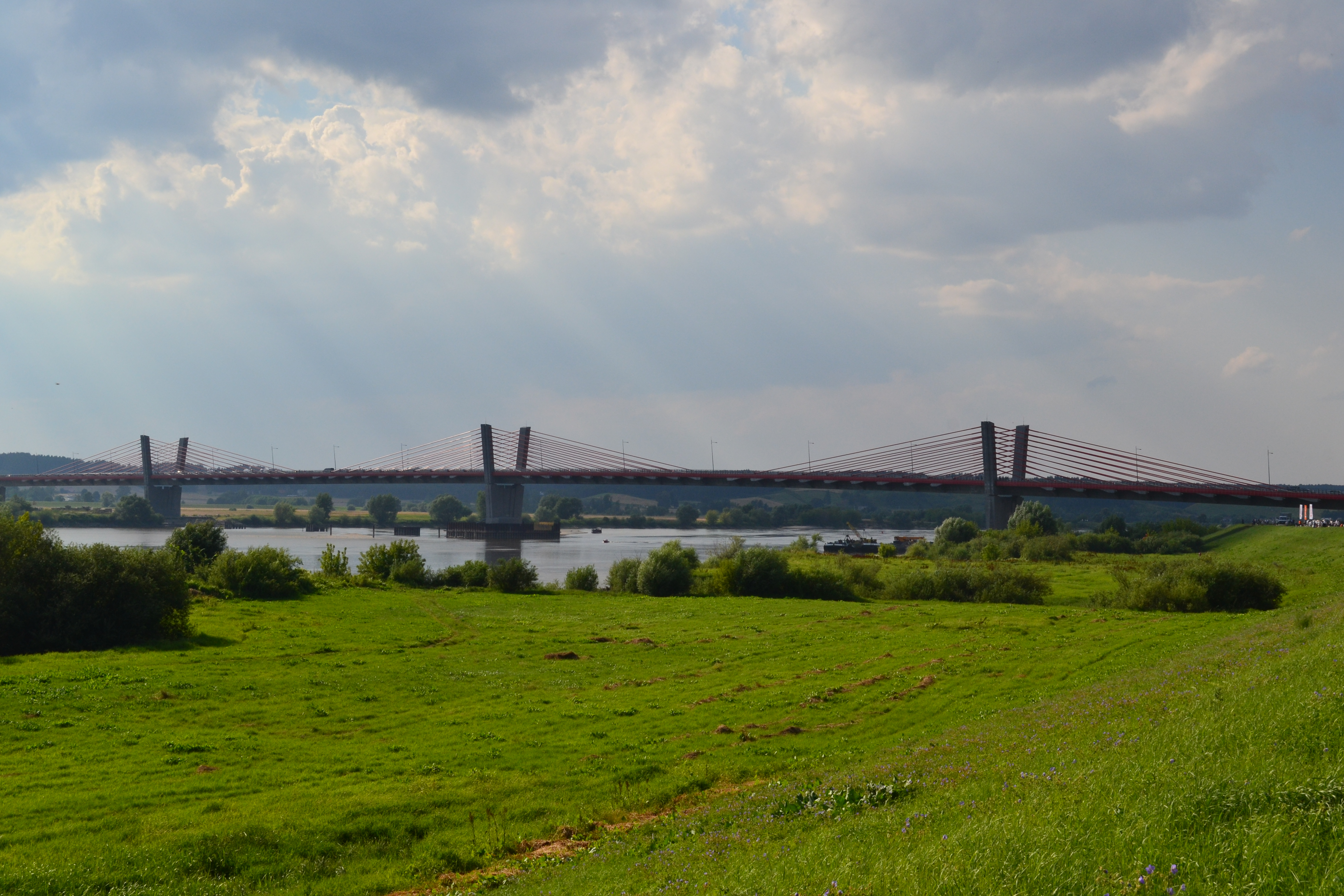
Most pod Kwidzynem

Przeprawa mostowa wraz z dojazdami połączyła drogę krajową nr 91 i drogę krajową nr 55. W ramach budowy powstało około 11,9 km nowej drogi klasy GP, w tym most przez rzekę Wisłę koło Kwidzyna, mosty na Strudze Młyńskiej (długości 25 m) i Liwie oraz kilkanaście obiektów inżynierskich takich jak przejścia dla zwierząt. To jeden z najdłuższych mostów typu extradosed na świecie – ponad 800 m, gdzie długość przęsła ma 204 m. Most w Kwidzynie to nowoczesne technologie infrastruktury drogowej harmonijnie wkomponowane w obszary chronione Natura 2000.
Most drogowy jest mostem typu extradosed o dwóch pasach ruchu wraz z pasami awaryjnymi o długości 808 m, z trzema estakadami dojazdowymi dł. 409,8+479,6+144,4 m. Łączna długość obiektu mostowego wynosi 1862,5 m. Pylony rozchylone na zewnątrz mostu mają wysokość 17,2 m ponad powierzchnią jezdni.

## Most typu extradosed
Dążenie konstruktorów do zwiększenia efektywności sprężania zaowocowało stworzeniem nowego układu nośnego – tzw. mostu typu extradosed (ang. extradosed prestressed bridge – EPB) łączącego ideę mostu podwieszanego i belkowego sprężonego. W tego typu konstrukcjach część kabli sprężających poprowadzonych jest nad podporami (poza przekrojem dźwigara), które wykonane w formie niskich pylonów pełnią rolę tzw. dewiatorów. Rozpiętości przęseł mostów typu extradosed wynoszą najczęściej od 100 do 200 m.
Dużą zaletą tego typu rozwiązania (w porównaniu z obiektami wantowymi) jest znaczne mniejszy koszt budowy, wynikający z konstruowania niższych pylonów.
Pod względem atrakcyjności architektonicznej konstrukcje te zazwyczaj znacznie przewyższają mosty belkowe. Mosty typu extradosed wyglądem przypominają mosty podwieszane, ale ich parametry konstrukcyjne odpowiadają mostom belkowym. W widoku ogólnym charakteryzują się m.in. tym, że wysokości konstrukcyjne dźwigarów głównych są znacznie mniejsze niż w normalnych mostach belkowych, a pylony są ponad dwukrotnie niższe niż w klasycznych mostach podwieszanych.
Różnice pomiędzy innymi typami mostów: ustrój nośny (extradosed) jest „delikatniejszy” niż belkowy, mniej masywny, a pylony około 1/3 niższe niż w wantowym.
Na moście pod Kwidzynem miało miejsce pierwsze zastosowanie w Polsce betonu o zwiększonej wytrzymałości B-80. Cały ustrój nośny mostu został wykonany z tego materiału. Na moście zastosowano 54 wanty, każda z nich ma 75 cięgien, a jedno cięgno składa się 7 drutów. Najdłuższe z want mają po ok. 100 m długości.
Zgodnie z zestawieniem most w Kwidzynie ma piąte miejsce na świecie i pierwsze w Europie, jeśli chodzi o długość przęsła mostów typu extradosed.